# Palle Reenberg
Palle Reenberg (* 3. Oktober 1902 in Kopenhagen; † 12. September 1980 in Aalborg) war ein dänischer Schauspieler.

## Leben und Wirken
Palle Reenberg wuchs in Kopenhagen auf. Seine Eltern waren die beiden Theaterschauspieler Holger Reenberg und Marie Sørensen (4. September 1876–14. November 1942). Seine Halbgeschwister väterlicherseits waren Elga Svendsen, Annelise Reenberg und Jørgen Reenberg.
Er besuchte nach seinem Schulabschluss die Staatliche Theaterschule in Kopenhagen, wo er seine Schauspielausbildung absolvierte. Sein Bühnendebüt hatte er im Jahr 1925 am Aalborg-Theater. Im Laufe seiner Karriere wurde Reenberg in Dänemark ein sehr gefragter Theaterschauspieler. Er stand in zahlreichen Theatern auf der Bühne, so auch am Folketeatret, am Odense Teater, am Aarhus Teater und am Königlichen Theater Kopenhagen, wo er später auch langjähriges Ensemblemitglied war. Er wirkte in vielen Theaterstücken, Varieté-Shows und Kabarett-Aufführungen mit. Als Schauspieler vor der Kamera wirkte er von 1933 bis 1976 in elf Spielfilmen mit. Im Jahr 1977 zog er sich aus Altersgründen aus dem Rampenlicht zurück.
Reenberg war in erster Ehe von 1939 bis 1942 mit der Schauspielerin Lis Løwert verheiratet. Aus der Ehe ging ein Sohn hervor. In zweiter Ehe war er von 1948 bis zu seinem Tod mit der Schauspielerin Carola Sevel verheiratet, mit der er ebenfalls einen Sohn hat. Reenberg starb am 12. September 1980 im Alter von 77 Jahren in Aalborg. Seine Grabstätte befindet sich dort auf dem Sondre-Kirkegard.

## Filmografie
- 1933: Den Ny Husassistent
- 1934: Kobenhavn, Kalundborg – og?
- 1936: Snushanerne
- 1946: Jeg elsker en anden
- 1948: Penge som graes
- 1950: Lyn – Fotografen
- 1955: Flugten til Danmark
- 1960: Et Mord
- 1962: Mutter Courage og hendes born
- 1973: Don Juan
- 1976: Skorpionen